# Rattus nativitatis
Rattus nativitatis е изчезнал вид бозайник от семейство Мишкови (Muridae).